# Grattanuvole
Grattanuvole è il nome con cui è conosciuto il progetto redatto da Achille Manfredini di un edificio, mai realizzato, che sarebbe dovuto sorgere a Milano.

## Storia
Il progetto venne proposto dall'architetto Achille Manfredini nel 1909. L'altezza del palazzo gli valse, all'epoca, l'appellativo di Grattanuvole. Il progetto non venne mai realizzato: al suo posto venne costruito il Palazzo Meroni.

## Descrizione
Il progetto prevedeva la costruzione di un massiccio palazzo a torre in stile liberty posto all'angolo tra il corso di Porta Romana e il corso Italia con affaccio sulla piazza S. Giovanni in Conca, oggi piazza Missori, nel lotto oggi occupato dal Palazzo Meroni. L'edificio avrebbe avuto un’alta torre di 13 piani per oltre 50 metri d’altezza, collocata in modo tale da essere visibile da Piazza Duomo.